# Bjäraryd
Bjäraryd är en ort i Gammalstorps socken i Sölvesborgs kommun i Blekinge län, belägen cirka 13 kilometer norr om centralorten Sölvesborg. Orten gränsar i söder till byn Ebbalycke och i norr till Torsabjörke. SCB har för bebyggelsen i orten och byn söder därom, Agerum (ej att förväxla med den större byn Agerum öster om dessa orter), avgränsat en småort namnsatt till Agerum och Bjäraryd.

## Ortnamnet
Namnet Bjäraryd kommer från orden bjär, som betyder höjd eller berg, och ryd, som betyder röjd mark, det vill säga "Den röjda marken vid eller på höjden". Bynamnet finns belagt sedan åtminstone år 1766.

## Samhället
I södra delen av Bjäraryd finns ett fritidsområde med nyare hus och sommarstugor. I området finns centralt ett område med tennisbana, fotbollsplan och simbassäng för de boende. Här brukar föreningen Levande Landsbygd anordna midsommarfirande.
I Bjäraryd finns det många frukt- och bärodlingar, en stor tomatodling och många småföretag. Byn hade en skola mellan åren 1888 till 1960.

## Vällingklockan

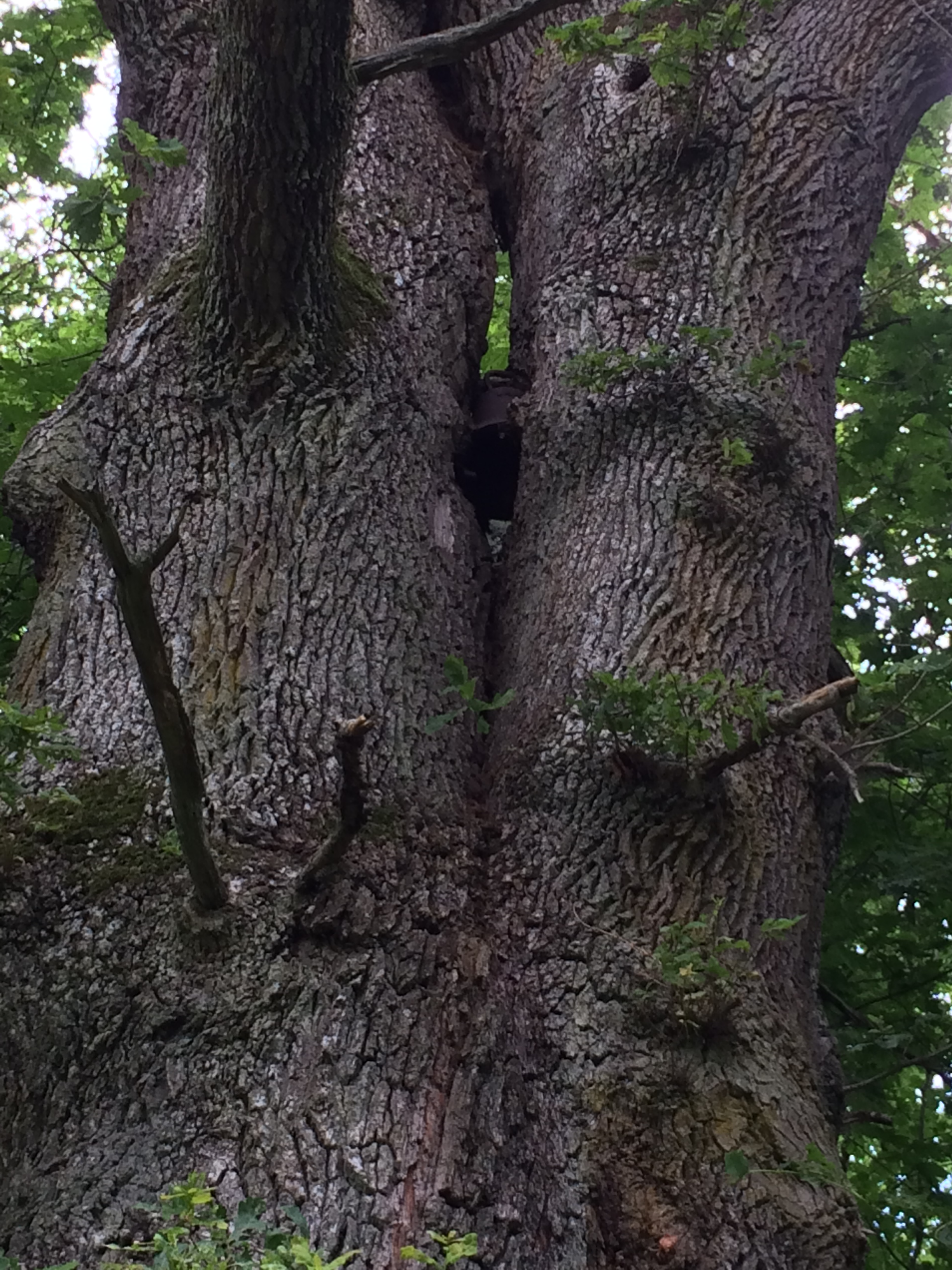
Vällingklocka fastvuxen i en ek.

Mitt emot uppfarten mot skjutbanan ca 600 meter ner på grusvägen finns vid ett ödehus en vällingklocka som är fastvuxen i en stor ek.

## Rockehallen

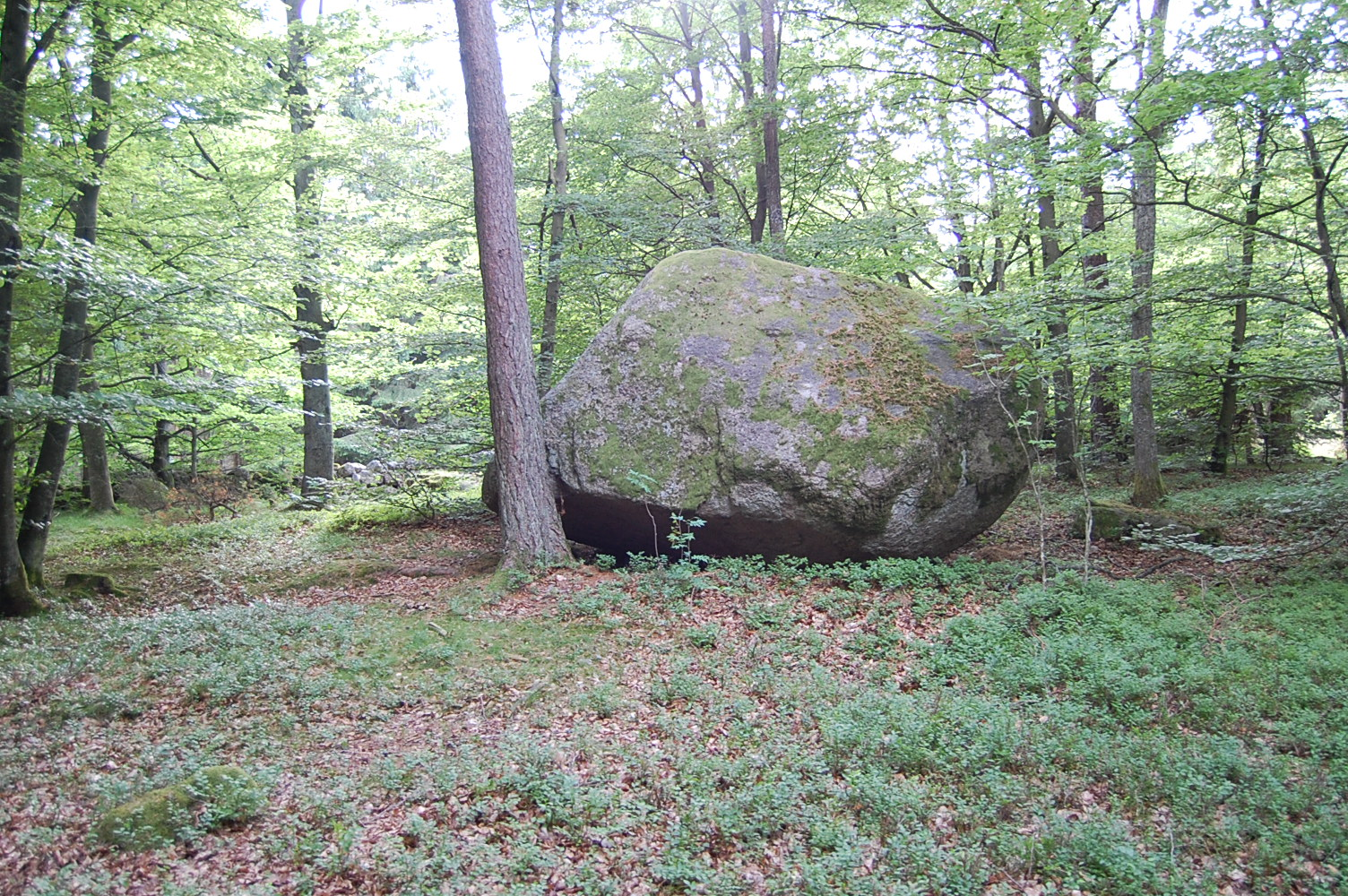
Rockehallen vid fritidsområdet.

En bit från fritidsområdet finns ett flyttblock från inlandsisen som har placerat sig i en stengrop. Stenen ligger löst i gropen och kan fås i gungning av en vuxen person, fast den är cirka fem meter lång och tre meter hög. Namnet har den fått av det dialektala ordet rocka (rucka) som betyder gunga och hall som betyder stor sten.
För att hitta till stenen kör man upp på fritidsområdet. När skogen börjar svänger man in till höger på den första icke namnade skogsvägen och följer den cirka 500 meter, tills den tar slut. På höger sida bakom stengärdsgården står stenen i skogsbacken.

## Skytteförening
1940 byggde Gammalstorps skytteförening en skjutbana på Ryssbergets sluttning i Bjäraryd. Banan har 50 och 300 meters skjutbanor.